# Ludwig Boltzmann

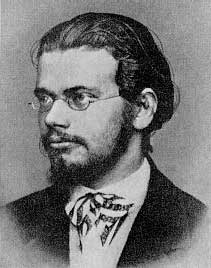
24 éves korában

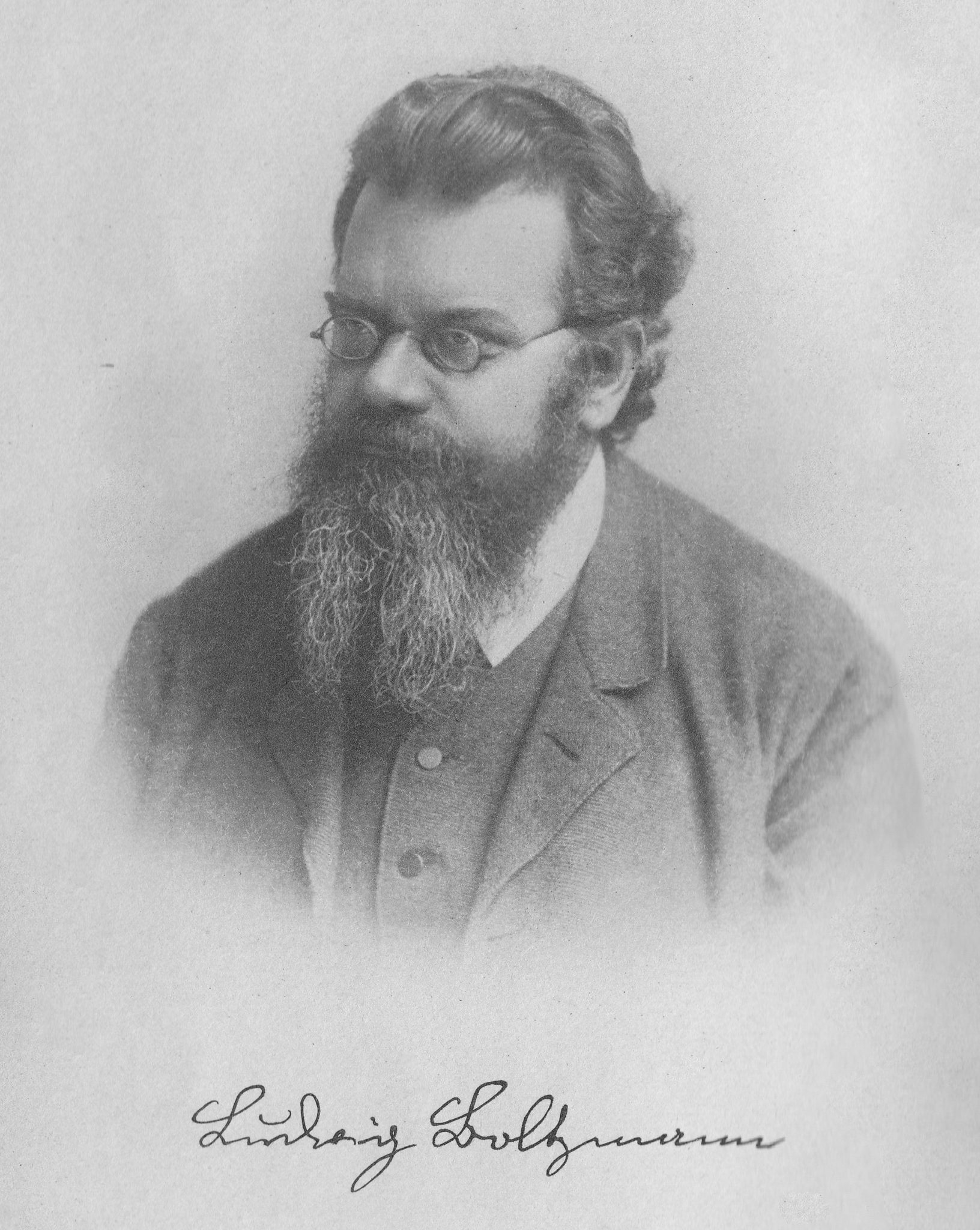
58 évesen

Ludwig Eduard Boltzmann (Bécs, 1844. február 20. – Duino bei Triest (Osztrák–Magyar Monarchia), 1906. szeptember 5.) osztrák fizikus és filozófus, a 19. század elméleti fizikájának egyik legnagyobb alakja. Eredményei közül a legjelentősebbek:
- a statisztikus mechanika megalapozása,[1]
- a termodinamika második főtételének mikroszkopikus értelmezése,
- a nem egyensúlyi és transzportfolyamatok leírása, valamint
- a feketetest-sugárzás Jožef Štefan által empirikus úton felállított {\displaystyle T^{4}}-es törvényének elméleti levezetése.

A fizikában egy egész sor tényező, illetve tétel viseli a nevét:
- Boltzmann-állandó
- Maxwell–Boltzmann-eloszlás
- Boltzmann-eloszlás
- Boltzmann-tényező
- Boltzmann-féle transzportegyenlet
- Stefan–Boltzmann-törvény
- Stefan–Boltzmann-állandó
- Boltzmann-féle H-teoréma
- Boltzmann-egyenlet

## Élete
Apja német illetőségű császári adóhivatalnok volt, anyja, Katharina Pauernfeind családja pedig salzburgi. A család később Felső-Ausztriába költözött, így Boltzmann Linzben járt középiskolába. 15 éves korában elvesztette édesapját, de édesanyja továbbra is biztosította a tanulás anyagi hátterét. Az érettségi után 1863-ban a Bécsi Egyetem fizika fakultására iratkozott be. Tanárai között volt a magyar származású Petzval József, a fotográfiai lencsék tökéletesítője, Andreas von Ettingshausen és a szlovén nemzetiségű osztrák fizikus Josef Stefan (1835–1893), akinél 1866-ban a doktori címet szerzett a kinetikus gázelméletről írt dolgozatával. 1867-ben Stefan asszisztense lett. 
1869-ben a Grazi Egyetem matematikai fizika professzorává nevezték ki, de közben dolgozott Heidelbergben (Robert Bunsen és Leo Königsberger mellett) és a berlini Humboldt Egyetemen (Gustav Kirchhoff és Hermann von Helmholtz mellett) is.
1876-ban a Kísérleti Fizikai Intézet vezetőjeként tért vissza Grazba. Az ott töltött 14 év boldog időszak volt az életében: házasságot kötött Henriette von Aigentlerrel, három lányuk és két fiuk született. Ekkor alakította ki a természetet statisztikusan leíró elméletének alapjait.

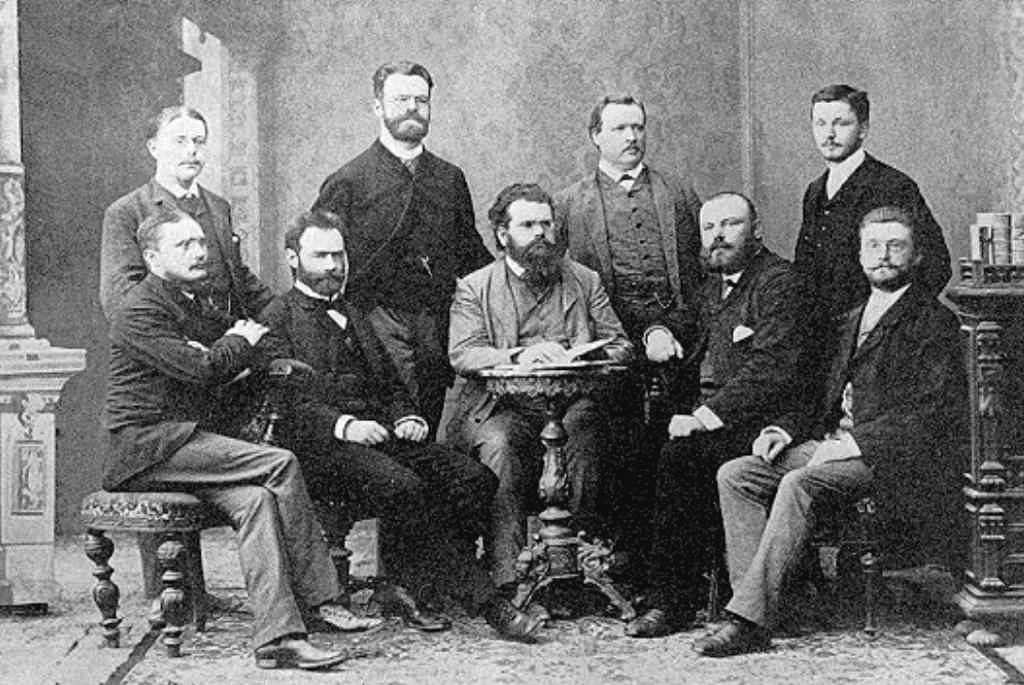
Boltzmann és munkatársai 1887-ben, Grazban.
Álló sor balról: Nernst, Streintz, Arrhenius, Hiecke.
Ülő sor balról: Aulinger, Ettingshausen, Boltzmann, Klemenčič, Hausmanninger

Az 1880-as években a tudományos tekintélyt szerzett tudóst számos fiatal tehetség kereste fel, hogy tanuljon tőle, többek között Svante Arrhenius Svédországból, valamint Walther Nernst és Wilhelm Ostwald Németországból. Szakmai elismerését igazolja, hogy 1885-ben a Császári Tudományos Akadémia tagjává választották és a kormányzat is kitüntette, az egyetem rektora (1887) és udvari tanácsos (1889) lett.
1890-ben a Lajos–Miksa Egyetemen az elméleti fizika professzora lett, de 1893-ban visszatért Bécsbe, hogy egykori tanára, Josef Stefan utódjaként az egyetem Elméleti Fizikai Intézetének vezetője legyen. Itt az atomok létével kapcsolatosan éles vitákba keveredett Ernst Machhal, ezért 1900-ban Wilhelm Ostwald hívására a lipcsei egyetemre ment tanítani.
1902-ben Mach nyugalomba vonulása után visszatért Bécsbe (azzal a feltétellel, hogy a jövőben nem vállal állást a birodalmon kívül). Nemcsak matematikai és fizikai, de filozófiai előadásokat is kellett tartania, többek közt Mach filozófiájáról. Ezek nagyon népszerűek voltak, még Ferenc József császár is felfigyelt rá, és meghívta magához.
1904-ben amerikai előadókörutat tett. Tudományos munkájának elismeréseként tagjává választotta a Royal Society, az Oxfordi Egyetem pedig díszdoktorává avatta.
Élete utolsó éveiben komoly egészségi problémákkal küszködött. Látása egyre gyengébb lett, sem írni, sem olvasni nem volt képes, tudományos cikkeit feleségének diktálta le. Boltzmann gyakran megtapasztalta a depressziós hangulat és az emelkedett, beszédes vagy ingerlékeny hangulat váltakozásait mint a diagnosztizálatlan bipoláris zavar tüneteit. A hozzá közel állók tudtak a súlyos depresszióval vívott küzdelméről és öngyilkossági kísérleteiről. Ráadásul asztma és erős fejfájás kínozta. A depresszió egyre jobban elhatalmasodott rajta, és végül felakasztotta magát.
A bécsi Zentralfriedhofban felállított sírkőbe vésve az entrópia (S) és a termodinamikai valószínűség (W) közötti {\displaystyle S=k\cdot logW} összefüggés áll.

## Tudományos munkái

### Maxwell–Boltzmann-féle eloszlási törvény
Az 1870-es években Boltzmann cikkekben és tanulmányokban mutatta meg, hogy a termodinamikának az energiacserére vonatkozó második főtétele megmagyarázható, ha a mechanika és a valószínűség-elmélet törvényeit alkalmazzuk az atomok mozgására. Ezzel világossá tette a második főtétel statisztikus jellegét és igazolta, hogy egy rendszer azért közeledik a termodinamikai egyensúlyi állapot (tökéletesen egyenletes energiaeloszlás) felé, mert az egyensúly egy anyagi rendszer mindenképpen legvalószínűbb állapota. Kidolgozta az energia adott hőmérsékletű rendszer különböző részei közti eloszlásának általános törvényét és levezette az energia-ekvipartíció elméletét (Maxwell–Boltzmann-féle eloszlási törvény). A törvény szerint egy atom valamennyi különböző mozgásirányában a részt vevő energia átlagos mennyisége azonos. Egyenletbe foglalta, hogyan változik az energia megoszlása az atomok ütközései miatt, lefektette a statisztikus mechanika alapjait.
Megfogalmazta az ergodikus hipotézist, amely azt mondja ki, hogy elég hosszú idő után tetszőleges rendszer állapotai egyenletesen oszlanak el annak fázisterén.

### Stefan-Boltzmann törvény
1879-ben Jožef Štefan mérte meg először a fekete test által az összes hullámhosszon kisugárzott energiát (feketetest-sugárzás). Azt tapasztalta, hogy egy abszolút fekete test kisugárzott összes energiája a hőmérséklet negyedik hatványával arányos. Ezt Boltzmann 1882-ben termodinamikai alapokról elméletileg is levezette. Kettőjük munkájának eredménye lett a róluk Stefan–Boltzmann-törvénynek nevezett összefüggés, az ebben szereplő arányossági tényező pedig a Stefan–Boltzmann-állandó.

## Emlékezete
Statisztikus mechanikai munkáját erősen támadták és sokáig félreértették, következtetéseit, elméletének jelentőségét saját korában nem ismerték fel, eredményei tudományos viták központjában álltak. Ebben nyilvánvalóan szerepet játszott, hogy elméleti meggondolásait az anyag atomos, molekuláris felépítésének feltételezésére építette egy olyan időszakban, amikor az a tudományos közfelfogással még szöges ellentétben állt, és amit csak halála után tudtak kísérletileg igazolni. Ma Boltzmannt elsősorban a statisztikus fizika megalapozójaként tiszteljük. Az ő nevét viseli a statisztikus fizikai kutatásokért háromévenként adományozott legnagyobb kitüntetés, a Boltzmann-emlékérem.
Ausztria és Németország városaiban 12 közterület (utca) viseli a nevét, a Hold déli féltekéjén pedig egy meglehetősen idős kráter.